# Marcela Guirado
Marcela Guirado (Guadalajara, Jalisco; 24 de octubre de 1989) es una actriz y cantante mexicana. Participó en melodramas como Pasión morena, Emperatriz y Vivir a destiempo que ha sido conocida en el medio artístico por la televisora TV Azteca. 
Además formó un dueto con su ahora exesposo Vince Miranda el dueto se llamaba: Vincela
Ha participado en importantes proyectos en bioseries como Hasta que te conocí (2015), El César (2017), Luis Miguel: la serie (2018) y El rey Vicente Fernández (2022).

## Trayectoria

### Televisión
- Valiendo madres (2025) - Paloma
- Madre de alquiler (2023) - Julia Huizar [3][4]
- El rey Vicente Fernández (2022) - María del Refugio Abarca Villaseñor[5]
- Reputación dudosa (2022) - Julia[6]
- Como sobrevivir soltero (2022) - Natalia[7]
- La negociadora (2021) - Abril Islas[8]
- Selena: la serie (2021) - Verónica Castro
- Desaparecida (2020)[9]
- Betty en NY (2019) -
- Luis Miguel (2018) - Verónica Castro
- Tres Milagros (2018) - Milagros Valdapeña Treviño "Milú"[10]
- Sr. Ávila (2017-2018) - Natalia
- El César (2017-2018) - Amalia Carrasco
- Silvana sin lana (2016-2017) - María José  "Majo" Villaseñor Rivapalacios
- Hasta que te conocí (2016) - Claudette
- Así en el barrio como en el cielo (2015) - María López López
- Vivir a destiempo (2013) - Tania Bermúdez Duarte[11]
- Emperatriz (2011) - Esther Mendoza Del Real (joven)
- Prófugas del destino (2010-2011) - Lucero Acuña / Lucero Mendoza Rodríguez
- Soy tu fan (2010)[1] - Ana
- Pasión morena (2009-2010) - Georgia Madrigal Rueda

### Teatro
- Peter Pan[1] - Wendy Darling
- Hoy no me puedo levantar[1] - María

### Cine
- Noche de bodas (2024) - Tere
- Soy tu fan: la película (2022) - Ana Solís
- ¿Conoces a Tomás? (2019) - Fernanda
- Nosotros, los Nobles (2013)
- Cuando las cosas suceden (2007)
- El secreto del medallón de Jade
- Todo mal